# Eucratide II
Pour les articles homonymes, voir Eucratide.
Eucratide II (en grec ancien Εὐκρατίδης) est roi du royaume gréco-bactrien qui règne d'environ 145 à 140 av. J.-C., jusqu'à ce qu'il soit détrôné durant la guerre civile.

## Biographie
Au cours de ses premières années, Eucratide II a peut-être été co-régent de son père : sur ses pièces ultérieures, il ajoute le titre Sôter (« Sauveur »), ce qui pourrait indiquer qu'il régnait désormais de son propre chef.  Son frère Hélioclès tuent leur père Eucratide Ier vers 145 av. J.-C., mécontent de sa politique d'alliance avec les Parthes. Ils règnent tous deux ensemble, mais des tribus Sakas, suivies par les Yuezhi chassés de leurs terres dans le Turkestan oriental par les Huns, profitent des troubles provoqués par la guerre civile qui suit la mort d'Eucratide et prennent Aï Khanoum. Dans les années suivantes les Gréco-Bactriens perdent le contrôle de tout leur royaume.
Eucratide II est mort avant Hélioclès. Celui-ci ne réussit qu'à se maintenir une dizaine d'années et meurt vers 130 av. J.-C.